# 中島ヨシキのザックリエイト
『中島ヨシキのザックリエイト』（なかじまヨシキのザックリエイト）は、2016年11月3日からニコニコ生放送で配信されているインターネット番組。（アニラジ）

## 概要
声優 中島ヨシキが自身でディレクター・構成作家として参加している、クリエイティブなことにざっくりと挑戦するバラエティ映像番組。
アシスタントに同じく声優の汐谷文康を迎え、“体験”ではなくゼロからイチを作り出すをコンセプトに、第一産業に足を踏み込みロングスパンでクリエイティブを行っている。
番組内での主な実績はCM、包丁作り、イベント構成、ラジオディレクション、ドラマCD制作など。
『ザックリエイト』はザックリとクリエイトするという意の造語であり、パーソナリティ自身を『ザックリエイター』と称している。
ラジオネームはそのまま「ラジオネーム：○○」、番組ハッシュタグは「#ザックリ8」。
2016年11月3日にプレ放送を実施。同年11月30日より第1回が放送された。
以降、毎月 第1第3金曜日の22時から放送され、本編放送が30〜60分前後、有料チャンネル会員限定放送が10～20分前後の、約70分前後の収録映像番組。

### 来歴
- 2017年8月4日、番組内企画として兄弟番組「駒田航と天海由梨奈のマリスタ！」を立ち上げる。
- 2018年5月、番組発の映像制作企画である映画「待ち人」の主演を務めた汐谷文康がほぼ準レギュラー並みにゲスト出演していたが、2019年9月29日放送の第43回よりゲスト表記がなくなり、レギュラー扱いとなっている。
- 2019年2月28日、新たな兄弟番組「青山吉能と高木美佑が送る、マイナスイオンたっぷりのヒーリングラジオ。略して、「−マイラジ」を立ち上げる。
- 2021年3月5日放送の第100回からは、都内マンションの一室を借り『ザックリルーム』と称し、家具やインテリアのクリエイトを主に行っている。
- 2021年3月26日、番組公式Youtubeチャンネルを開設。ザックリルームの製作工程をダイジェスト化した動画をアップロード中。
- 2022年8月12日、ニコニコチャンネルプラスにチャンネルを移行、新チャンネルとして「中島ヨシキのザックリエイトCH」をオープン[5]。

### オープニング
「Creation with YOU!」
作詞：中島ヨシキ、汐谷文康　作曲：桑原聖（Arte Refact）　編曲：矢鴇つかさ（Arte Refact）

## 兄弟番組
中島ヨシキのザックリエイトチャンネルで放送中の兄弟番組。
いずれも放送ディレクター・構成作家・編集を中島ヨシキが務めている。
番組Twitterは全番組共通である。

### 駒田航と天海由梨奈のマリスタ！presented by 中島ヨシキ
番組ハッシュタグは「#マリスタ」。

#### パーソナリティ
駒田航、天海由梨奈

#### 放送日時
2017年-2023年
毎月第2、第4金曜日 23:00 開始
- 2017年8月4日、「中島ヨシキのザックリエイト」との合同生放送により誕生した番組。
- 2017年9月29日に第2回が放送され、10月15日に『「中島ヨシキのザックリエイト」制作発表会 2017年下半期』イベント[6]にて公開収録を実施、月1回のレギュラー放送化が発表された。
- 2020年6月12日の第35回より、第2、第4金曜日の月2回放送となった。[7][8]
- 2023年2月24日の第100回の放送を持って、番組終了となった。

### 青山吉能と高木美佑が送る、マイナスイオンたっぷりのヒーリングラジオ。略して、「−マイラジ」
ストレスの多い現代社会、言いたいことも言えない世の中で辛い思いをしている人へパーソナリティ2人が森林浴に来たかのようにマイナスイオンたっぷりに癒していく番組。
番組ハッシュタグは「#マイラジ」。

#### パーソナリティ
青山吉能、高木美佑

#### 放送日時
2019年- 放送中
毎月第2、第4金曜日 22:00 開始
- 2019年1月16日の第0回生放送にて番組が開始。[9]
- 2019年2月28日の第1回より、月1回での収録放送が開始された。
- 2020年6月12日の第17回より、第2、第4金曜日の月2回放送となった。[10][11]

## 派生番組
OVER RADIO!!
「中島ヨシキのザックリエイト」番組内でドラマCDを作る企画によって誕生した作品OVER RUN!!。
その主要キャスト峯田茉優・駒形友梨・幸村恵理・浜崎奈々の4人がパーソナリティを務めるラジオ番組。略称はオバラジ。
- 作品のプロット、脚本、キャラクター設定、および出演者のオーディション等、諸々の作品構成を中島ヨシキが主に務め、そのアシスタントを汐谷文康が務めている。
- 2020年11月24日放送の「中島ヨシキのザックリエイト」第93回にてメインキャスト発表特番を行うと同時に、ザックリエイトチャンネルとは別に公式チャンネルを開設し、独立番組としてニコニコ動画で放送中。

## ゲスト
2017年8月18日　第19回　野上翔
2018年2月16日　第29回　桑原聖
2018年3月16日　第31回　小林大紀・駒田航・天海由梨奈
2018年5月14日　第34回　汐谷文康
2018年5月18日　第35回　汐谷文康
2018年8月 3日　第40回　汐谷文康
2018年8月17日　第41回　汐谷文康
2018年9月 7日　第42回　汐谷文康
2018年10月5日　第44回　桑原聖
2018年11月30日　第47回　青山吉能・高木美佑
2019年9月29日　第65回　高木美佑・天海由梨奈
2019年10月4日　第66回　小林大紀
2019年10月18日　第67回　小林大紀
2019年11月15日　第68回　daito
2019年11月29日　第69回　daito
2019年12月20日　第71回　笠間淳
2020年4月 3日　　第78回　小林大紀
2020年4月25日　　第79回　小林大紀
2022年10月21日　第138回　堀江瞬

## イベント
※『中島ヨシキのザックリエイトチャンネル』内3番組のイベント内容を記載
| No. | 日程           | イベント名 | 会場                                   | 出演                                                                          |
| --- | -------------- | --- | -------------------------------------- | ----------------------------------------------------------------------------- |
| 1   | 2017年10月15日 | 「中島ヨシキのザックリエイト」制作発表会 2017年下半期                                                         | YMCAアジア青少年センター 地下スペースY | 昼の部：中島ヨシキ・駒田航・天海由梨奈 夜の部：中島ヨシキ・五十嵐裕美・桑原聖 |
| 2   | 2018年11月17日 | 中島ヨシキのザックリエイト ショートムービー「待ち人」上映会＆DVD先行発売イベント                              | スペースFS汐留                         | 中島ヨシキ・汐谷文康・桑原聖                                                  |
| 3   | 2019年6月23日  | 「中島ヨシキのザックリエイト」ザックリフェス2019                                                              | 御茶ノ水・全電通ホール                 | 中島ヨシキ・汐谷文康・駒田航・天海由梨奈・青山吉能・高木美佑・桑原聖          |
| 4   | 2019年12月14日 | 青山吉能と高木美佑があなたを癒して明日への希望を与えるイベント(仮) ～略してマイラジのイベント～ with 小林愛香 | YMCAアジア青少年センター 地下スペースY | 青山吉能・高木美佑・小林愛香                                                  |
| 5   | 2020年1月20日  | 「駒田航と天海由梨奈のマリスタ！」真冬のマリンフェスティバル1st                                               | YMCAアジア青少年センター 地下スペースY | 昼の部：駒田航・天海由梨奈・濱野大輝 夜の部：駒田航・天海由梨奈・茜屋日海夏   |
| 6   | 2020年2月2日   | ザックリーディング2020                                                                                        | 浜離宮朝日ホール・小ホール             | 中島ヨシキ・汐谷文康・笠間淳・桑原聖                                          |
| 7   | 2020年10月24日 | 「中島ヨシキのザックリエイト」ザックリフェス2020                                                              | ベルサール飯田橋ファースト             | 中島ヨシキ・汐谷文康・駒田航・天海由梨奈・青山吉能・高木美佑・桑原聖          |
| 8   | 2021年6月26日  | 中島ヨシキのザックリエイト〜ヨシキ生誕祭〜                                                                    | なかのZERO 小ホール                    | 中島ヨシキ・汐谷文康・梅原裕一郎・桑原聖                                      |
| 9   | 2022年2月20日  | 仲ヨシのイベント2022（仮）                                                                                    | なかのZERO 大ホール                    | 仲村宗悟・中島ヨシキ                                                          |
| 10  | 2022年8月14日  | 中島ヨシキのザックリエイト～ザックリサマー2022～                                                              | なかのZERO 小ホール                    | 中島ヨシキ・汐谷文康・桑原聖・小林大紀・児玉卓也                              |
| 11  | 2023年3月18日  | 中島ヨシキのアンダーグラウンドニッポン                                                                        | なかのZERO 小ホール                    | 仲村宗悟・中島ヨシキ                                                          |
| 11  | 2023年3月18日  | 仲村宗悟と中島ヨシキの今日も二人で飲んでます。                                                                | なかのZERO 小ホール                    | 仲村宗悟・中島ヨシキ                                                          |

## 特別放送・生配信
| No. | 日程           | イベント名 | 出演                                                        | 備考 |
| --- | -------------- | --- | ----------------------------------------------------------- | --- |
| 1   | 2017年8月4日   | 「駒田航と天海由梨奈のマリスタ！」／ 「中島ヨシキのザックリエイト」第18回公開録音                                                      | 中島ヨシキ、駒田航、天海由梨奈                              | 2017年10月17日の「中島ヨシキのザックリエイト」にて、公開録音の模様を放送。                                                                            |
| 2   | 2017年12月23日 | ボイスガレッジチャンネル クリスマスパーティー for Men 打ち上げ                                                                         | 仲村宗悟、中島ヨシキ、熊谷健太郎、野上翔、土田玲央          | 兄弟チャンネル『ボイスガレッジチャンネル』で実施したイベントの生放送。                                                                                |
| 3   | 2018年12日20日 | 「めんそ〜れ！仲村屋」＆「中島ヨシキのザックリエイト」合同生放送                                                                       | 仲村宗悟、中島ヨシキ、熊谷健太郎、深町寿成                  | 夜の部をザックリエイトチャンネルにて放送。 |
| 4   | 2020年5月23日  | ザックリ仲村屋！ | 仲村宗悟、中島ヨシキ                                        | 「めんそ〜れ！仲村屋」「中島ヨシキのザックリエイト」の2番組合同生放送。                                                                               |
| 5   | 2020年8月11日  | マリスタ＆マイラジ月2回放送＆マリスタ3周年合同生放送                                                                                   | 駒田航、天海由梨奈、青山吉能、高木美佑                      | |
| 6   | 2020年11月24日 | ドラマCD企画「OVER RUN!!」メインキャスト発表特番                                                                                       | 中島ヨシキ、汐谷文康 峯田茉優、駒形友梨、幸村恵理、浜崎奈々 | |
| 7   | 2020年12月23日 | 「中島ヨシキのザックリエイト」Xmas特別放送                                                                                             | 中島ヨシキ、汐谷文康、笠間淳、小林大紀                      | |
| 8   | 2021年2月28日  | 私たちがこたつでぬくぬく癒される姿を見て皆も癒されるマイラジのオンラインイベント！ 略して、マイラジ オンラインイベント with 河野ひより | 青山吉能、高木美佑、河野ひより                              | 無観客配信イベント |
| ９  | 2021年12月8日  | 「ザックリ仲村屋〜忘年会スペシャル〜」                                                                                                 | 仲村宗悟、中島ヨシキ、汐谷文康、野上翔                      | 「めんそ〜れ！仲村屋」「中島ヨシキのザックリエイト」の2番組合同生放送。 前半はボイスガレッジチャンネル、 後半はザックリエイトチャンネルにて有料放送。 |
| 10  | 2022年2月16日  | 「中島ヨシキのザックリエイト」ゲーム実況特番                                                                                           | 中島ヨシキ、汐谷文康、小林大紀、土田玲央                    | 前半30分のみ公式Youtubeチャンネルでもプレミア公開された。                                                                                             |
| 11  | 2022年8月15日  | 「中島ヨシキのザックリエイト」新チャンネル引越＆イベント打ち上げ放送                                                                   | 中島ヨシキ、汐谷文康                                        | |
| 12  | 2022年9月20日  | 新ch引越記念『青山吉能と高木美佑が送る、マイナスイオンたっぷりのヒーリングラジオ。略して、「−マイラジ」ゆるカラオケ                    | 青山吉能、高木美佑                                          | |

## 関連商品
- DVD『中島ヨシキのザックリエイトPresents ショートムービー「まち人」』（2018年12月19日）FPBD-0495[13]
- 「-マイラジ」番組CD「空色Message」/「−マイラジ」特別編（2019年12月14日）TCMR-0001[14]
- 「マリスタ」番組CD「Marine Star」/駒田航と天海由梨奈のマリスタ！ 特別編（2020年1月19日）TCMR-0001[15]
- ザックリエイト番組CD「Creation with YOU!」/「中島ヨシキ・汐谷文康のアンダーグラウンドニッポン」（2020年2月2日）TCUN-0001[16]